# Zöllners illusion

Zöllners illusion

Zöllners illusion är en klassisk optisk illusion som är uppkallad efter sin upphovsman, den tyske astrofysikern Johann Karl Friedrich Zöllner. Under 1860 skickade Zöllner sin illusion i ett brev till den dåvarande redaktören på tidskriften Annalen der Physik und Chemie, fysikern Johann Christian Poggendorff, som i originalteckningen av Zöllner upptäckte den besläktade illusionen Poggendorffs illusion. 
Trots att figurens diagonala längre linjer ser ut att vara sneda i förhållande till varandra, är de faktiskt parallella. De kortare strecken ligger i en sned vinkel i förhållande till de längre strecken, vilket skapar illusionen att den ena änden av de längre strecken är närmare oss än den andra. Illusionen liknar till sin karaktär Wundts illusion, då också denna baseras på en upplevelse av djup.
Det är intressant att se vad som händer när färgerna i illusionen förändras: Om illusionens linjer är gröna på en röd bakgrund och de gröna och röda kulörerna är lika ljusa, så försvinner illusionen.[källa behövs]
Upplevelsen som sker här är densamma som sker i Herings illusion, Poggendorffs illusion och i Müller-Lyer-illusionen. Alla dessa illusioner demonstrerar hur linjer kan upplevas bli förvrängda genom påverkan från bakgrunden.